# 데이비드 리 (농구 선수)
데이비드 리(영어: David Lee, 1983년 4월 29일 ~ )는 전 미국의 농구 선수다. 미국 프로 농구 팀 뉴욕 닉스와 골든스테이트 워리어스 등에서 활약했다.

## 생애
데이비드 리는 미주리주 세인트루이스에서 태어났다. 세인트루이스 외곽에 있는 중학교와 고등학교에 다녔다. 태생적으로 왼손잡이지만 왼손이 부러졌을 때 오른손 쓰는 것도 익혔기 때문에 양손을 쓰는 것에 능숙하다. 맥도날드 올 어메리칸 대회에 참가했고, 2001년 슬램덩크 컨테스트에서 우승을 했다. 퍼레이드 잡지가 선정한 전미 고등학교 퍼스트팀에 선정되기도 했다.

## 대학교 시절
플로리다주 게인즈빌에 위치한 플로리다 대학교에 운동선수 장학금을 받고 입학한다. 신입생이었던 2002 시즌에 컨퍼런스 코치들이 선정한 사우스 이스턴 컨퍼런스 신인선수에 선정된다. 2학년 시즌이었던 2002~03 시즌에 경기당 평균 두 자리 수 득점과 7개의 리바운드를 기록했다. 3학년 시즌이었던 2003~04 시즌에는 경기당 13득점과 7개의 리바운드를 기록하면서 사우스 이스턴 컨퍼런스 세컨드 팀에 선정된다.

## NBA 선수 시절

### 뉴욕 닉스 (2005~2010)

#### 2005~06
2005년 드래프트에서 뉴욕 닉스의 1라운드 두 번째 지명(전체 30위)을 받았는데, 뉴욕 닉스의 1라운드 첫 번째 지명은 전체 8위의 채닝 프라이였다. 리는 2005년 7월 1일 뉴욕 닉스와 입단 계약을 체결한다.
2005년 12월부터 2006년 1월까지 13경기 연속으로 포워드로 선발 출장했다. 2006년 1월 2일 피닉스 선스와의 3번의 연장전까지 가는 접전에서 52분 동안 11개의 필드골을 시도해서 10개를 성공시키면서 23득점을 올렸고, 리바운드는 15개, 가로채기는 3개를 기록했다. 23득점은 2007년 11월 16일 새크라멘토 킹스와의 경기에서 24득점을 올리기 전까지 리의 개인 통산 한 경기 최다 득점이었다. 15개의 리바운드 또한 2006년 11월 15일 워싱턴 위저즈와의 경기에서 기록한 15개와 같은 기록이었는데, 2008년 11월 29일 골든스테이트 워리어스와의 경기에서 21개의 리바운드를 잡으면서 개인 통산 한 경기 최다 리바운드 기록을 경신했다. 신인으로 67경기에 나와 평균 16분을 뛰면서 5.2득점(필드골 성공률 59.6%), 4.5 리바운드를 기록했다.

#### 2006~07
채닝 프라이의 부상으로 2006년 11월 28일 시카고 불스와의 경기에서 시즌 첫 선발 출장을 한다. 2006년 12월 16일 뉴욕 닉스 선수들과 덴버 너기츠 선수들간의 말다툼으로 총 10명의 선수들이 퇴장당했는데, 리도 포함되었다. 하지만 말다툼에 직접 참가하지 않았기에 NBA 사무국의 징계는 받지 않았다. 2006년 12월 20일 샬럿 밥캐츠와의 두번의 연장전까지 가는 접전에서 0.1초가 남은 상태에서 트렌트 터커 룰을 위반하지 않고 결승 팁인 슛을 성공시키면서 팀을 승리로 이끌었다. 올스타 전 휴식기까지 리는 경기당 평균 30.9분을 뛰면서 평균 11.1 득점, 61.05% 필드골 성공률(리그 1위), 80%의 자유투 성공률, 10.8개의 리바운드(리그 8위), 1.8 어시스트를 기록했다. 2007년 2월 16일 루키 챌린지에서 2년차 팀 소속으로 경기에 출장해 14개의 야투를 시도해 모두 성공시키면서 30득점을 올렸고 11개의 리바운드를 잡아내면서 경기 최우수 선수에 뽑힌다.

### 골든스테이트 워리어스 (2010~현재)
2010년 오프시즌에 데이비드 리는 비제한적 자유계약선수가 되었다. 7월 9일 사인 앤 트레이드 방식으로 골든스테이트 워리어스로 트레이드 되는 데, 워리어스에서는 앤서니 랜돌프, 켈레나 아주부이크, 로니 터리아프 그리고 향후 드래프트 2라운드 지명권을 닉스에 양도했다. 계약 조건은 6년, 8천만 달러였다.

#### 2012~13
2013년 1월 24일 데이비드 리는 2013년 NBA 올스타전 예비선수로 선출된다. 리의 올스타 선정은 워리어스 팀 소속으로 1997년 라트렐 스프리웰이 선정된 이후로 처음이었다.

## 사생활
2017년 2월 14일 발렌타인 데이에 프로 테니스 선수 카롤리네 보즈니아키는 자신의 소셜 미디어 계정을 통해 전 NBA 우승팀 소속이었던 데이비드 리와 교제 중임을 알렸고, 나중에 보즈니아키 가족을 통해서 이 사실이 확인됐다. 보즈니아키와 리는 2017년 11월 2일 약혼했다.

## 참조
1. ↑  NBA 개막 특집 ② 마지막으로 정리하는 NBA 오프시즌[깨진 링크(과거 내용 찾기)] 《점프볼》, 2010년 10월 26일